# Peter Pleumeekers
Peter Pleumeekers (Maastricht, 8 september 1946) is een voormalig Nederlands voetballer. Hij speelde in het Nederlandse betaalde voetbal voor MVV.

## Loopbaan

### Jeugdjaren
Hij begon als jeugdspeler bij de vereniging RKSV Heer in Maastricht. Als zeventienjarige aanvaller maakte hij zijn opwachting in het eerste elftal. Heer was in de jaren zestig een toonaangevende club in Limburg die uitkwam in de eerste klasse, het hoogste amateurniveau.
In 1966 vertrok hij samen met zijn teamgenoot François Herben naar MVV.

### Doorbraak bij MVV
In zijn eerste jaar bij MVV, het seizoen 1966/67, voetbalde hij alleen in het tweede elftal. In die periode vervulde hij ook zijn militaire dienstplicht. Hij maakte zijn debuut in de hoofdmacht op 20 augustus 1967 als invaller in de uitwedstrijd tegen GVAV (2-2). In zijn tweede seizoen bleef hij op vier optredens steken. Dat veranderde toen Jung Schlangen in het seizoen 1968/69 trainer werd. Hij zag in Pleumeekers een verdediger en sindsdien had hij een vaste plaats in de defensie. 
Hij bleef zijn gehele loopbaan semiprof. Naast de voetballerij was hij boekhouder bij het provinciaal elektriciteitsbedrijf PLEM in Maastricht.
Door een knieblessure moest hij acht duels aan de kant blijven aan het begin van het seizoen 1969/70. Daarna speelde hij bijna vijf jaar lang onafgebroken in de Maastrichtse defensie. MVV was in het begin van de jaren zeventig een stabiele club in de Eredivisie onder trainer George Knobel.  

### Abrupt einde
Aan de vooravond van het seizoen 1974/75 werd de toen 27-jarige Pleumeekers door de MVV-spelers als nieuwe aanvoerder gekozen. In de competitieouverture, op 1 september thuis tegen PSV, ging het direct mis. Hij kreeg een trap tegen zijn knie en moest na 35 minuten geblesseerd het veld verlaten. MVV verloor met 1-3 en Pleumeekers was voor de rest van het seizoen uitgeschakeld. 
Tijdens de voorbereiding in de zomer van 1975 trainde hij weer mee met MVV. Maar door de zware knieblessure bleek een rentree niet meer haalbaar. Hij werd afgekeurd voor het profvoetbal, vrijwel gelijktijdig met zijn clubgenoot François Herben. Zonder beide verdedigers degradeerde MVV in 1976 voor het eerst in de clubhistorie uit de hoogste voetbalafdeling.
Peter Pleumeekers was in de jaren tachtig twee periodes trainer bij VV Keer in zijn woonplaats Cadier en Keer.

## Statistieken
| Seizoen | Club   | Land      | Competitie | Duels | Goals |
| ------- | ------ | --------- | ---------- | ----- | ----- |
| 1967/68 | MVV    | Nederland | Eredivisie | 4     | 0     |
| 1968/69 | MVV    | Nederland | Eredivisie | 33    | 1     |
| 1969/70 | MVV    | Nederland | Eredivisie | 24    | 0     |
| 1970/71 | MVV    | Nederland | Eredivisie | 30    | 0     |
| 1971/72 | MVV    | Nederland | Eredivisie | 33    | 3     |
| 1972/73 | MVV    | Nederland | Eredivisie | 33    | 0     |
| 1973/74 | MVV    | Nederland | Eredivisie | 33    | 0     |
| 1974/75 | MVV    | Nederland | Eredivisie | 1     | 0     |
| Totaal  | Totaal | Totaal    | Totaal     | 191   | 4     |